# Jimmy Carruthers

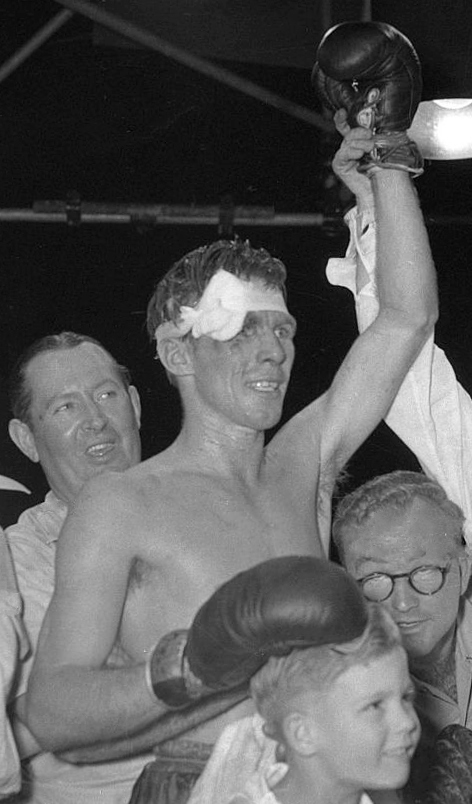
Jimmy Carruthers en 1953.

James "Jimmy" William Carruthers (5 de julio de 1929 en Paddington, Nueva Gales del Sur – 15 de agosto de 1990, Sídney, Nueva Gales del Sur) fue un boxeador australiano, campeón mundial de la categoría peso gallo. De un total de 25 peleas disputadas ganó 21 (13 de ellas por KO) y perdió 4.
Ganó el título Australian Bantamweight en 1951, el British Commonwealth en 1952, y fue premiado por la Asociación Mundial de Boxeo como el campeón Mundial de Peso Gallo. Carruthers se convirtió en el primer Campeón Mundial australiano universalmente conocido. Se retiró el 16 de mayo de 1954. 
Falleció en 1990 tras una larga batalla contra el cáncer de pulmón y la enfermedad de Parkinson. Fue introducido al World Boxing Hall of Fame en Los Ángeles en 1995.
- Datos: Q4922997
- Multimedia: Jimmy Carruthers / Q4922997